# Parigi-Roubaix 2012
La Parigi-Roubaix 2012, centodecima edizione della corsa e valevole come decima prova dell'UCI World Tour 2012, si è svolta l'8 aprile 2012 lungo un percorso di 257,5 km, da Compiègne a Roubaix, comprendente 27 tratti di pavé. È stata vinta dal belga Tom Boonen, che ha concluso la corsa in 5h55'22".

## Percorso
Il percorso dell'edizione 2012 è lungo 257,5 km e prevede la partenza a Compiègne e l'arrivo a Roubaix. Sul percorso, interamente pianeggiante, si incontrano 51,5 km di pavé, suddivisi nei 27 cosiddetti settori, ciascuno caratterizzato da differente lunghezza e difficoltà (cinque stelle per i tratti più difficoltosi):
| Settore Numero | Nome                                      | Chilometro | Lunghezza (m) | Categoria         |
| -------------- | ----------------------------------------- | ---------- | ------------- | ----------------- |
| 27             | Troisvilles > Inchy                       | 98         | 2200          | * · * · *         |
| 26             | Viesly > Quiévy                           | 104,5      | 1800          | * · * · *         |
| 25             | Quiévy > Saint-Python                     | 107        | 3700          | * · * · * · *     |
| 24             | Saint-Python                              | 115,5      | 1500          | * · *             |
| 23             | Vertain > Saint-Martin-sur-Écaillon       | 119,5      | 2300          | * · * · *         |
| 22             | Capelle-sur-Écaillon > Ruesnes            | 126,5      | 1700          | * · * · *         |
| 21             | Aulnoy > Famars                           | 142,5      | 2600          | * · * · *         |
| 20             | Famars > Quérénaing                       | 146        | 1200          | * · * · *         |
| 19             | Quérénaing > Maing                        | 149        | 2500          | * · * · *         |
| 18             | Maing > Monchaux-sur-Écaillon             | 152        | 1600          | * · * · *         |
| 17             | Haveluy > Wallers                         | 164        | 2500          | * · * · * · *     |
| 16             | Foresta di Arenberg                       | 172        | 2400          | * · * · * · * · * |
| 15             | Millonfosse > Bousignies                  | 178,5      | 3700          | * · * · *         |
| 14             | Brillon > Tilloy-lez-Marchiennes          | 183,5      | 2400          | * · * · *         |
| 14             | Tilloy-lez-Marchiennes > Sars-et-Rosières | 186        | 2400          | * · * · *         |
| 13             | Beuvry-la-Forêt > Orchies                 | 192,5      | 1400          | * · * · *         |
| 12             | Orchies                                   | 197,5      | 1700          | * · * · *         |
| 11             | Auchy-lez-Orchies > Bersée                | 203,5      | 2600          | * · *             |
| 10             | Mons-en-Pévèle                            | 209        | 3000          | * · * · * · * · * |
| 9              | Mérignies > Avelin                        | 215        | 700           | * · *             |
| 8              | Pont-Thibaut > Ennevelin                  | 218,5      | 1400          | * · * · *         |
| 7              | Templeuve L'Épinette                      | 224        | 200           | *                 |
| 7              | Templeuve Le Moulin de Vertain            | 224,5      | 500           | * · *             |
| 6              | Cysoing > Bourghelles                     | 231        | 1300          | * · * · * · *     |
| 6              | Bourghelles > Wannehain                   | 233,5      | 1100          | * · * · * · *     |
| 5              | Camphin-en-Pévèle                         | 238        | 1800          | * · * · * · *     |
| 4              | Le Carrefour de l'Arbre                   | 241        | 2100          | * · * · * · * · * |
| 3              | Gruson                                    | 243        | 1100          | * · *             |
| 2              | Willems > Hem                             | 250        | 1400          | *                 |
| 1              | Roubaix                                   | 256,5      | 300           | *                 |

## Squadre e corridori partecipanti
Il 19 marzo la società organizzatrice della Parigi-Roubaix, l'ASO, ha comunicato le 25 squadre ciclistiche partecipanti: oltre alle 18 UCI ProTour sono state invitate 7 squadre con licenza UCI Professional Continental Team.
| N.      | Cod. | Squadra                   |
| ------- | ---- | ------------------------- |
| 1-10    | GRM  | Team Garmin-Barracuda     |
| 11-18   | OPQ  | Omega Pharma-Quickstep    |
| 21-28   | RAB  | Rabobank Cycling Team     |
| 31-38   | BMC  | BMC Racing Team           |
| 41-48   | FAR  | Farnese Vini-Selle Italia |
| 51-58   | SKY  | Sky Procycling            |
| 61-68   | GEC  | GreenEDGE Cycling Team    |
| 71-78   | RNT  | RadioShack-Nissan         |
| 81-88   | LBT  | Lotto-Belisol Team        |
| 91-98   | KAT  | Katusha Team              |
| 102-110 | VCD  | Vacansoleil-DCM           |
| 111-118 | FDJ  | FDJ-BigMat                |
| 121-128 | SAX  | Team Saxo Bank            |

| N.      | Cod. | Squadra                     |
| ------- | ---- | --------------------------- |
| 131-138 | LAM  | Lampre-ISD                  |
| 141-148 | LIQ  | Liquigas-Cannondale         |
| 151-158 | EUC  | Team Europcar               |
| 161-168 | ALM  | AG2R La Mondiale            |
| 171-178 | ARG  | Argos-Shimano               |
| 181-187 | AST  | Astana Pro Team             |
| 191-197 | MOV  | Movistar Team               |
| 201-208 | SAU  | Saur-Sojasun                |
| 211-218 | EUS  | Euskaltel-Euskadi           |
| 221-228 | COF  | Cofidis, le Crédit en Ligne |
| 231-238 | BSC  | Bretagne-Schuller           |
| 241-248 | APP  | Team NetApp                 |

### Favoriti
Partecipano, tra gli altri, il veterano Frédéric Guesdon (vincitore nel '97, alla sua diciassettesima edizione della corsa - record), il plurivincitore Tom Boonen (vinse nel 2005 e consecutivamente nel biennio 2008-2009), Stuart O'Grady (vincitore nel 2007) e il detentore Johan Vansummeren. Grande escluso della corsa è lo svizzero Fabian Cancellara - plurivincitore della corsa grazie alle vittorie nel 2006 e nel 2010 - a causa dell'infortunio rimediato al Giro delle Fiandre. Tra gli assenti anche Sebastian Langeveld, caduto durante il Giro delle Fiandre, e Peter Sagan, che punta alle classiche delle Ardenne.
Il maggiore favorito della corsa è Boonen, in uno stato di forma psicologico e fisico ottimale. Dietro di lui Niki Terpstra, Sylvain Chavanel, Alessandro Ballan, Filippo Pozzato e Thor Hushovd. Lo stesso Boonen dava come favoriti, oltre a sé stesso, anche Ballan, Pozzato, Juan Antonio Flecha, Bernhard Eisel e Hushovd, contando sull'appoggio di Terpstra e Chavanel.

## Resoconto degli eventi
Dopo diversi tentativi di fuga tutti ripresi dal plotone, al 75º km evadono 12 corridori: David Boucher, Kenny Dehaes, Grischa Janorschke, Dominic Klemme, Bert-Jan Lindeman, Laurent Mangel, Michael Mørkøv, Jaroslav Popovyč, Aleksejs Saramotins, Guillaume Van Keirsbulck, David Veilleux e Frederik Veuchelen. In seguito una caduta divide il gruppo, con davanti gli uomini della BMC Racing Team e dietro, tra gli altri, gli Sky e Filippo Pozzato. I due gruppi si ricongiungono al 100º km.

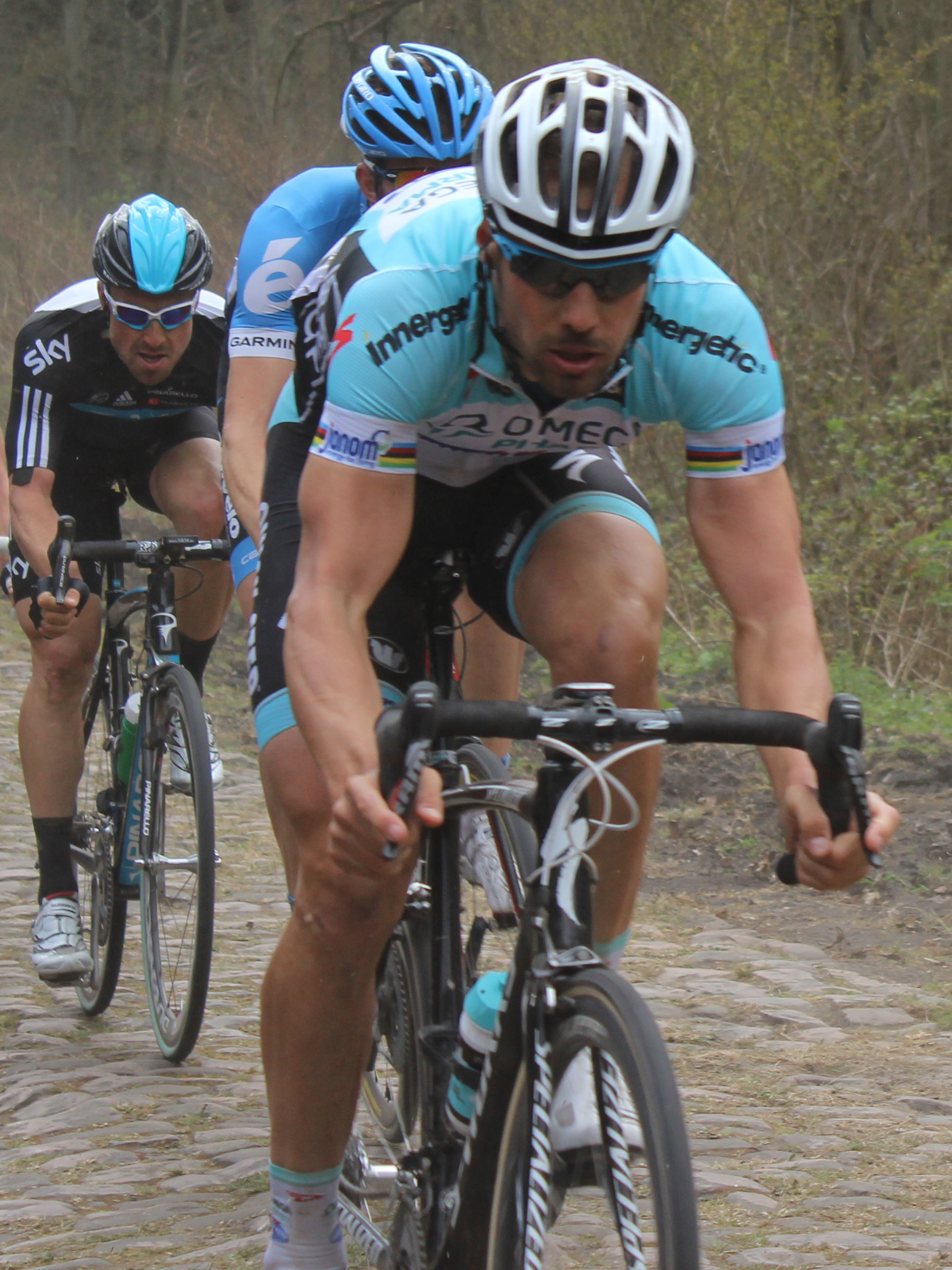
Tom Boonen (primo piano), Johan Vansummeren e Bernhard Eisel in una fase della corsa

Nella foresta di Arenberg un'altra caduta divide i fuggitivi, mentre nel plotone l'Omega Pharma-Quickstep cerca di fare una prima selezione con Boonen e Chavanel davanti. Dopo pochi km partono dal plotone Sébastien Turgot, Matthieu Ladagnous, Maarten Wynants, Jimmy Casper, Alessandro Ballan e Juan Antonio Flecha creando inizialmente un secondo gruppo di fuggitivi ma Gert Steegmans (Omega Pharma-Quickstep) riprende sia il primo sia il secondo gruppo di fuggitivi.
A questo punto scatta Sylvain Chavanel seguito da Turgot, Ladagnous e Mangel: vengono tutti velocemente ripresi dal plotone, ad eccezione di Turgot che attacca nuovamente guadagnando un po' di margine. Boonen decide di riportarsi su Turgot, seguito da Filippo Pozzato. Anche Ballan e Niki Terpstra si riportano sul terzetto di testa. Boonen approfitta di una distrazione di Ballan, Pozzato (quest'ultimo scivolerà poi sul ghiaino insieme a Stijn Devolder) e Turgot, e decide di attaccare accompagnato dal gregario Terpstra. Dietro al duo Omega Pharma-Quickstep si forma un gruppetto di una decina di corridori. Terpstra non riesce a seguire il proprio leader nel tratto di pavé presso Auchy-lez-Orchies, a 52 km dal traguardo il plurivincitore belga lascia quindi il compagno e parte in solitaria, con un'azione che ricorda quella di Fabian Cancellara nell'edizione del 2010.
Ma l'azione del belga non sembra imprendibile: la Sky però decide di tirare con un solo gregario, favorendo involontariamente Boonen, che va più forte dei suoi inseguitori. Dietro Lars Boom, Johan Vansummeren, Ballan e Flecha sono i più attivi; l'olandese attacca una seconda volta, ma è ripreso da Ladagnous (che forerà), Flecha e Ballan. Boonen continua la sua fuga solitaria entrando nel velodromo di Roubaix con un margine molto ampio sui principali avversari e festeggiando la quarta vittoria nella classica francese.
Flecha, Boom e Ballan si fanno riprendere da Turgot e da Terpstra nel velodromo, lo stesso Turgot lancia la volata e si piazza davanti agli altri quattro, conquistandosi un importante secondo posto; lo seguono all'arrivo Ballan, battuto al fotofinish, Flecha, Terpstra e Boom, che giunge con qualche secondo di ritardo. Poi Matteo Tosatto vince la volata nel proprio gruppo per il settimo posto, davanti a Mathew Hayman, Vansummeren, Wynants, Luca Paolini e Ladagnous. In precedenza erano caduti anche Thor Hushovd (su uno spartitraffico, conclude quattordicesimo) e Chavanel (ventisettesimo).
Con questa vittoria Tom Boonen entra nella leggenda del ciclismo: è infatti il primo nella storia ad aggiudicarsi per due volte la doppietta Giro delle Fiandre-Parigi-Roubaix (Cancellarà sarà il secondo nel 2013) ed il secondo, dopo Rik Van Looy, a vincere le tre classiche del pavé (Gand-Wevelgem, Giro delle Fiandre e Parigi-Roubaix) nello stesso anno. Con la sua quarta affermazione eguaglia inoltre il record di successi del connazionale Roger de Vlaeminck nell'Inferno del Nord.

## Ordine d'arrivo (Top 10)
| Pos. | Corridore           | Squadra        | Tempo    |
| ---- | ------------------- | -------------- | -------- |
| 1    | Tom Boonen          | Omega Pharma   | 5h55'22" |
| 2    | Sébastien Turgot    | Team Europcar  | a 1'39"  |
| 3    | Alessandro Ballan   | BMC Racing     | s.t.     |
| 4    | Juan Antonio Flecha | Sky Procycling | s.t.     |
| 5    | Niki Terpstra       | Omega Pharma   | s.t.     |
| 6    | Lars Boom           | Rabobank       | a 1'43"  |
| 7    | Matteo Tosatto      | Saxo Bank      | a 3'31"  |
| 8    | Mathew Hayman       | Sky Procycling | s.t.     |
| 9    | Johan Vansummeren   | Garmin         | s.t.     |
| 10   | Maarten Wynants     | Rabobank       | s.t.     |

## Punteggi UCI
| Pos. | Corridore           | Squadra        | Punti |
| ---- | ------------------- | -------------- | ----- |
| 1    | Tom Boonen          | Omega Pharma   | 100   |
| 2    | Alessandro Ballan   | BMC Racing     | 70    |
| 3    | Juan Antonio Flecha | Sky Procycling | 60    |
| 4    | Niki Terpstra       | Omega Pharma   | 50    |
| 5    | Lars Boom           | Rabobank       | 40    |
| 6    | Matteo Tosatto      | Saxo Bank      | 30    |
| 7    | Mathew Hayman       | Sky Procycling | 20    |
| 8    | Johan Vansummeren   | Garmin         | 10    |
| 9    | Maarten Wynants     | Rabobank       | 4     |

| Pos. | Squadra                | Punti |
| ---- | ---------------------- | ----- |
| 1    | Omega Pharma-Quickstep | 150   |
| 2    | Sky Procycling         | 80    |
| 3    | BMC Racing Team        | 70    |
| 4    | Rabobank Cycling Team  | 44    |
| 5    | Team Saxo Bank         | 30    |
| 5    | Team Garmin-Barracuda  | 10    |

| Pos. | Nazione     | Punti |
| ---- | ----------- | ----- |
| 1    | Belgio      | 114   |
| 2    | Italia      | 100   |
| 3    | Paesi Bassi | 90    |
| 7    | Spagna      | 60    |
| 4    | Australia   | 20    |